# Спортивна гімнастика на літніх Олімпійських іграх 1896
На літніх Олімпійських іграх 1896 року на стадіоні «Панатінаїкос» проводились змагання у восьми дисциплінах зі спортивної гімнастики серед чоловіків. Їх організував та провів Підкомітет з боротьби та гімнастики. Змагання відбувалися 9 квітня та 10 квітня 1896 року. У них брали участь 28 спортсменів із 9 країн. 

## Представництва країн
Загалом у змаганнях взяло участь 28 атлетів з 9 країн світу::
- Болгарія (1)
- Велика Британія (1)
- Греція (9)
- Данія (1)
- Німеччина (11)
- Угорщина (2)
- Франція (1)
- Швейцарія (1)
- Швеція (1)

## Медалі
Міжнародний олімпійський комітет призначив ці медалі спортсменам вже згодом, оскільки на той час переможці отримували у винагороду срібні медалі, а наступні місця не одержували нагород зовсім.
| Дисципліни                                       | Золото | Срібло                                                               | Бронза                                                                |
| ------------------------------------------------ | --- | -------------------------------------------------------------------- | --------------------------------------------------------------------- |
| Командний турнір на паралельних брусах, чоловіки | · Конрад Бекер · Альфред Флатов · Густав Флатов · Георг Гілмар · Фріц Мантойффель · Карл Нойкірх · Ріхард Рештель · Густав Шуфт · Карл Шуман · Герман Вайнгертнер · Німеччина | · Ніколаос Андріакопулос · Петрос Персакіс · Томас Ксенакіс · Греція | · Філіппос Карвелас · Дімітріос Лундрас · Іоанніс Мітропулос · Греція |
| Командний турнір на перекладині, чоловіки        | · Карл Шуман · Конрад Бекер · Альфред Флатов · Густав Флатов · Георг Гілмар · Фріц Мантойффель · Карл Нойкірх · Ріхард Рештель · Густав Шуфт · Герман Вайнгертнер · Німеччина | −                                                                    | −                                                                     |
| Опорний стрибок, чоловіки                        | Карл Шуман · Німеччина | Луї Зуттер · Швейцарія                                               | Герман Вайнгертнер · Німеччина                                        |
| Вправи на коні, чоловіки                         | Луї Зуттер · Швейцарія | Герман Вайнгертнер · Німеччина                                       | −                                                                     |
| Вправи на кільцях, чоловіки                      | Іоанніс Мітропулос · Греція | Герман Вайнгертнер · Німеччина                                       | Петрос Персакіс · Греція                                              |
| Вправи на перекладині, чоловіки                  | Герман Вайнгертнер · Німеччина | Альфред Флатов · Німеччина                                           | −                                                                     |
| Вправи на паралельних брусах, чоловіки           | Альфред Флатов · Німеччина | Луї Зуттер · Швейцарія                                               | −                                                                     |
| Лазання по канату, чоловіки                      | Ніколаос Андріакопулос · Греція | Томас Ксенакіс · Греція                                              | Фріц Гофман · Німеччина                                               |

## Залікова таблиця
| Місце | Країна    | Золото | Срібло | Бронза | Загалом |
| ----- | --------- | ------ | ------ | ------ | ------- |
| 1     | Німеччина | 5      | 3      | 2      | 10      |
| 2     | Греція    | 2      | 2      | 2      | 6       |
| 3     | Швейцарія | 1      | 2      | 0      | 3       |